# Corvette (computadora)
Corvette (en ruso: Корвет ) fue una computadora personal de 8 bits creada en la URSS, diseñada para su uso en las escuelas soviéticas en la década de 1980. El primer dispositivo fue una computadora casera, creada en 1985 por empleados de la Universidad Estatal de Moscú para sus propósitos (experimentos de física). La primera descripción se hizo en la revista «Herramientas y sistemas de microprocesadores» . La PC se llamó "ПК 8001" (21.08.1985).

## Gráficos
Esta computadora tenía capacidades gráficas avanzadas para su época. Tiene un solo modo de video que utiliza 4 planos: 3 gráficos y 1 de texto. Los planos gráficos tienen una resolución de 512x256. El plano de texto es capaz de mostrar texto de 32x16 o 64x16 utilizando dos conjuntos de 256 caracteres en una ROM de 8x16 para ambos modos. Es posible mostrar 16 colores en pantalla. 8 colores son libres y se pueden usar 8 colores adicionales combinando símbolos de texto y píxeles. Cualquier color lógico puede ser cualquier color físico del 0 al 15 ( RGBI ). El tamaño de la RAM de video e modo gráfico era de 192 KB (4 páginas) o 48 KB (1 página). El tamaño de la RAM de video en modo texto era de 1 KB, usando RAM estática de 9 bits. No hay disputa (contención) entre el acceso al video y el procesador por la memoria RAM. El Corvette tiene un modo para acelerar llenando un área con un color determinado. Podría ser más rápido que el IBM PC AT con la tarjeta EGA para esta tarea.

## Sonido
El Intel 8253 se utiliza para generar sonido.

## Software
- Intérprete BASIC en ROM, totalmente compatible con el estándar MSX, incluyendo todos los comandos gráficos (dibujar puntos, líneas, rectángulos, rectángulos rellenos, círculos, elipses, arcos, relleno de áreas cerradas, DRAW), trabajar con números enteros, etc.
- Sistemas operativos MicroDOS (МикроДОС) y CP/M-80 (con controlador de disquete)
- Editor de texto «Супертекст», «Микромир» (MIM), etc.
- SGBD dBase II
- Hoja de cálculo Microsoft Multiplan
- Compiladores para Fortran, Pascal, C, Ada, Forth, Lisp, PL/M, etc.
- Software para educación
- Juegos («Berkut», PopCorn, Stalker, Dan Dare, Continental Circus, Deflector, «Treasure», «Winnie the Pooh», « Treasure Island », Super Tetris, Karate, etc. )

## Conjunto de tecnología informática educativa
Sobre la base del Corvette PC, NIISchetmash desarrolló  un conjunto de equipos informáticos educativos  (KUVT) Corvette, desarrollado por M. Sulim Incluye una computadora para el profesores (ПК8020, con FDD y un puerto de impresora ) y alrededor de 15 computadoras para estudiantes (ПК8010), conectadas a una red local (19,5 kbit/s).

## Variantes
Ha sido producido en masa desde el año 1987 en las plantas del Ministerio de Radio Tecnología (Unión Soviética) :

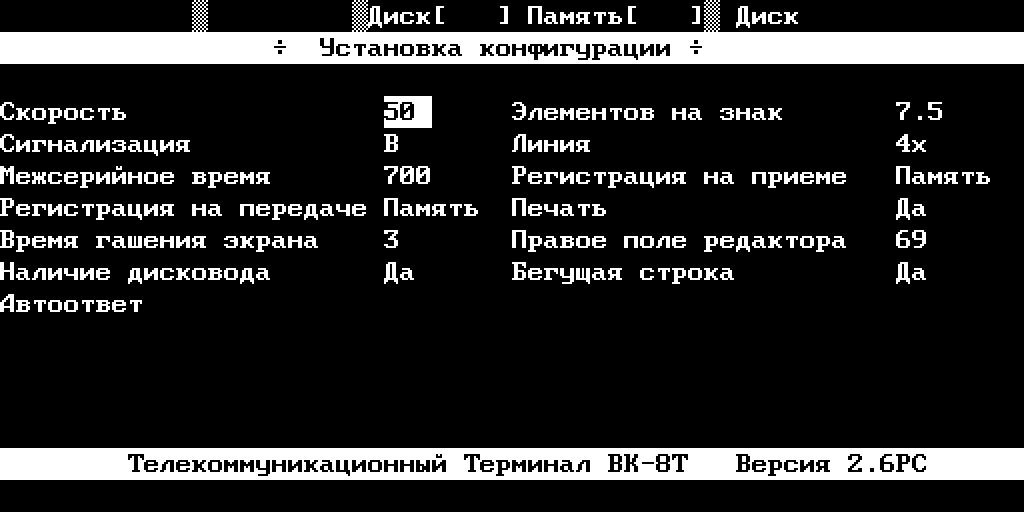
Captura de pantalla de la terminal de telecomunicaciones VK-8T (modificación del Corvette - Kvanta-8).

| Lugar                                                                 | Nombre                                                          | Descripción |
| --------------------------------------------------------------------- | --------------------------------------------------------------- | --- |
| Asociación de Producción de Bakú "Ingeniería de Radio"                | PC 8010/8020 «Corvette»                                         | El esquema original sin modificaciones. ROM de firmware original ОПТС 1.1 o ОПТС 2.0. Firmware original del generador de caracteres. |
| Planta electromecánica de Brest                                       | PC 8010/8020 «Corvette»                                         | El esquema original sin modificaciones. ROM de firmware original ОПТС 1.1 o ОПТС 2.0. Firmware original del generador de caracteres. |
| Centro Experimental y de Computación de Moscú ELEKS                   | PC «Eleks-1»                                                    | ? |
| Cooperativa ELIN                                                      | ?                                                               | ? |
| Frunze Factory "Computadora" (RSS de Kirguistán)                      | ?                                                               | ? |
| Planta de radio de Izhevsk                                            | PC «Kontur»                                                     | Modificación del "Corvette" con un esquema simplificado y un teclado modificado. ROM de firmware modificado ОПТС 2.0. Firmware modificado del generador de caracteres.                                                                            |
| Octubre (asociación de producción)                                    | PC «Neiva»                                                      | El esquema original sin modificaciones. Firmware original ROM ОПТС 2.0. Firmware original del generador de caracteres. . |
| Leningrado LNPO "Electroautomática"                                   | PC 8015 «Órbita»                                                | Siguiendo el dispositivo de juego previamente dominado "Intellect", se produjo una modificación del "Corvette" - PC 8015 "Orbit". Modificación menor del circuito. Firmware original ROM ОПТС 2.0. Firmware original del generador de caracteres. |
| Instituto de Investigación de Sistemas de Medición de Nizhny Novgorod | PC «Quantum-8»                                                  | Modificación del "Corvette" con un circuito, teclado y carcasa muy modificados. ROM de firmware modificada ОПТС 1.1 o ОПТС 3.0. Firmware modificado del generador de caracteres.                                                                  |
| Instituto de Investigación de Sistemas de Medición de Nizhny Novgorod | dispositivo de telégrafo "Terminal de telecomunicaciones VK-8T" | Modificación del "Quantum-8", era un terminal de telégrafo con la función "línea progresiva" y con un teclado no estándar para el Corvette. ROM de firmware modificado ОПТС 3.0. Firmware modificado del generador de caracteres.                 |
| Fábrica "Sail" (Sebastopol)                                           | ?                                                               | Se ha establecido una pequeña producción de cursos de formación. |

## Producción
Aunque esta PC se creó en un tiempo relativamente corto y la decisión de producir una nueva computadora fue aprobada por el Consejo de Ministros, el inicio de la producción en masa se retrasó. Aunque la computadora consistía exclusivamente en componentes ya dominados por la industria soviética, no fue posible aumentar los volúmenes de producción a tiempo y los componentes suministrados eran de muy mala calidad. Además, hubo una competencia con otra computadora del mismo propósito: UKNC . Como resultado, las entregas de la nueva computadora estuvieron muy por detrás del plan.:
| Año  | Plan   | Real  |
| ---- | ------ | ----- |
| 1987 | 10000  | 1157  |
| 1988 | 36000  | ?     |
| 1989 | 84000  | 36900 |
| 1990 | 120000 | ?     |
| 1992 | 250000 | ?     |

Tras el colapso de la URSS, la producción de Corvettes se detuvo y se usaron cajas incompletas para ensamblar numerosos clones de ZX Spectrum. "LINTech" ("Laboratorio de Tecnologías de la Información") llevó a cabo la modernización del "Corvette": se modernizó la red y se instaló una computadora compatible con la IBM PC como máquina principal. La velocidad de la red aumentó de 19,5 kilobits/s a 375 kilobits/s. Esta revisión fue recomendada por el Ministerio de Educación de la Federación Rusa para su uso en las escuelas.

## Enlaces
- Foro sobre el complejo tecnológico informático educativo «Corvette»
- Emulador «Corvette» S. Erohin (Linux)
- Emulador b2m, puede emular el Corvette (Microsoft Windows)
- Emulador emu80, puede emular el Corvette (Linux, Microsoft Windows, MacOS)
- Emulador «Corvette» para el sistema operativo Android
- Sobre el «Corvette»
- Documentación del «Corvette»
- Descripción del «Corvette» en la wiki Emuverse
- Características del «Corvette»
- Documentos técnicos
- Esquema y descripción
- «Corvette» ПК8010 / ПК8020 y MSX2: pruebas adicionales («Corvette» PC8020 y MSX2)
- IMAGEN: Korvet VS UKNC
- Juegos y otros programas para «Corvette»